# Kurt Aepli
Kurt Aepli (Rapperswil, 14 de mayo de 1914 – Uznach, 22 de diciembre de 2002) fue un diseñador de joyería y platero suizo.

## Biografía
Se formó como orfebre en la Escuela de Artes Aplicadas de Zúrich entre 1934 y 1939. En 1942 asumió el cargo de jefe de diseño en el estudio de Meinrad Burch Korrodi, y poco tiempo después de su llegada, se consolidó el estilo de la firma de joyería para la que trabajaba, dejando su sello como un pionero del arte sacro cristiano en Suiza.
Fue miembro de la Swiss Werkbund (SWB), y su estilo podría ser descrito como la evolución del modernismo, la Bauhaus y el art déco, con la aplicación de un enfoque científico, en el que iba más allá de la geometría básica.
Desde 1945 fue contratado como profesor en la Escuela de Artes Aplicadas de Zúrich, bajo la dirección de Johannes Itten, quien estuvo al frente de la misma hasta 1954. Aepli se retiró en 1980.